# Tridarmayoga
Tridarmayoga is een bestuurslaag in het regentschap Lampung Selatan van de provincie Lampung, Indonesië. Tridarmayoga telt 1391 inwoners (volkstelling 2010).